# مؤشر الأشعة فوق البنفسجية

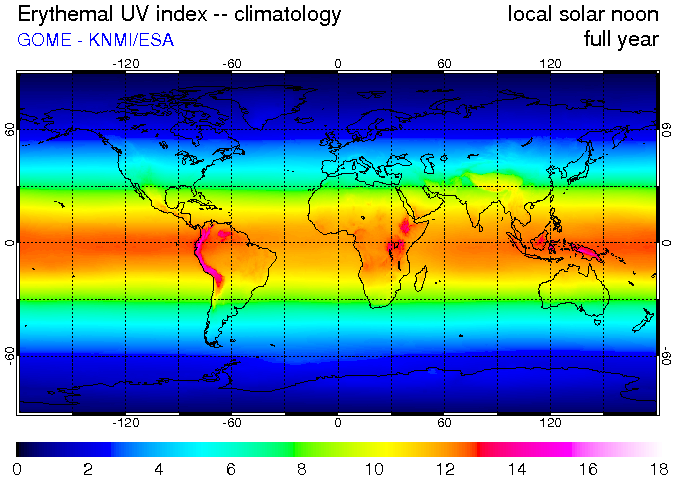

مؤشر الأشعة فوق البنفسجية (بالإنجليزية: Ultraviolet index أو اختصاراً: UV index) هو مقياس مصطلح عليه دوليا لقوة إشعاع الأشعة فوق البنفسجية تبعا لإمكانية تحريضها لظهور حروق البشرة. الرقم المعطى هو تنبؤ لمستويات الأشعة فوق البنفسجية عند الظهيرة وعندما تكون الأشعة فوق البنفسجية في أعلى مستوياتها (إذا كان اليوم مشمس). الأرقام الأكبر تعني خطر أكبر من أشعة الشمس على البشرة. الأرقام من 1-2 تمثل خطورة منخفضة، الأرقام من 3-5 تمثل خطورة معتدلة، الأرقام من 6-7 تمثل خطورة عالية، والأرقام من 8-10 تمثل خطورة عالية جداً، والأرقام من 11 وما فوق تمثل خطورة قصوى.

## استخدام المؤشر
هذه بعض النصائح التي يفضل اتباعها، على حسب درجة الأشعة الفوق البنفسجية المتوقعة:
| مستوى الأشعة الفوق البنفسجية | الوصف                                                  | اللون الخاص بالمستوى | نصائح للوقاية |
| 0–2                          | لا يوجد خطر للشخص الطبيعي.                             | أخضر                 | البس نظارة شمسية في الأيام المشرقة، حتى في الأيام المُثلجة تأكد من استخدام واقي عن الشمس، حيث أن الثلج الموجود على الأرض يعكس أشعة فوق البنفسجية.                                                                                         |
| 3–5                          | يوجد خطر بسيط إذا تم التعرض إلى أشعة الشمس بشكل مباشر. | أصفر                 | البس نظارة شمسية، واستخدم واقي عن الشمس، تأكد من لبس ملابس تُغطي كامل الجسد، واحرص على لبس قبعة. احرص على الجلوس في الأماكن المُظللة. |
| 6–7                          | يوجد خطر إذا تم التعرض إلى أشعة الشمس بشكل مباشر.      | برتقالي              | البس نظارة شمسية، واستخدم واقي عن الشمس، تأكد من لبس ملابس تُغطي كامل الجسد، واحرص على لبس قبعة. احرص على الجلوس في الأماكن المُظللة. قلل من التعرض إلى أشعة الشمس من الساعة 11:00 صباحاً إلى الساعة 4:00 مساءً, خصوصاً في فصل الصيف.         |
| 8–10                         | من الخطير جداً أن تتعرض إلى أشعة الشمس بشكل مباشر.      | أحمر                 | بقدر المستطاع حاول أن لاتتعرض إلى أشعة الشمس، وتأكد من ارتداء ملابس تُغطي كامل الجسد بشكل جيد+نظارة شمسية+قبعة. |
| 11+                          | من الخطير جداً جداً أن تتعرض إلى أشعة الشمس بشكل مباشر.  | بنفسجي               | خُذ جميع الاحتياطات المُمكنة لعدم التعرض لأشعة الشمس في هذا اليوم، وتأكد من ارتداء ملابس تُغطي كامل الجسد بشكل جيد+نظارة شمسية+قبعة. حاول أن لا تتعرض إلى أشعة الشمس من الساعة 11:00 صباحاً إلى الساعة 4:00 مساءً وخصوصاً في فصل الصيف والشتاء |

## وصلات خارجية
- برنامج الأشعة فوق البنفسجية - منظمة الصحة العالمية (بالإنجليزية)
- FastRT موقع يختص بحساب نسبة الأشعة فوق البنفسجية تبعاً للتاريخ والزمن والموقع والظروف المحلية (بالإنجليزية)